# Vriesea brusquensis
Vriesea brusquensis är en gräsväxtart som beskrevs av Raulino Reitz. Vriesea brusquensis ingår i släktet Vriesea och familjen Bromeliaceae. Inga underarter finns listade i Catalogue of Life.